# Sarine

Schematyczny bieg Sarine

Sarine (fr. La Sarine, niem. die Saane) – rzeka w Szwajcarii, główny tok wodny krainy Gruyères i całego kantonu Fryburg. Długość 126 km, powierzchnia dorzecza 1269 km².
Źródła Sarine znajdują się po północnej stronie grzbietu wododziałowego Alp Berneńskich (będącego tu częścią głównego wododziału europejskiego), w pobliżu (1,7 km na zachód) przełęczy Sanetsch (dawniej fr. Col du Sénin, 2252 m n.p.m.).
W większości źródeł podaje się, że Sarine bierze swój początek z lodowca Zanfleuron. Tak było przez długi czas, gdy rzeczony lodowiec spływał w kierunku wschodnim praktycznie aż na sam grzbiet wododziałowy, do wysokości ok. 2280 m n.p.m. Jak pokazują archiwalne mapy (np. ok. 1875 r.) jego wody roztopowe zasilały wówczas zarówno Sarine po północnej stronie grzbietu, jak i potok Lachon po stronie południowej. W ostatnich czasach jednak lodowiec Zanfleuron, podobnie jak ogromna większość alpejskich lodowców, jest w intensywnym regresie (czoło na wysokości ok. 2500 m n.p.m.), a pozostawione osady moreny dennej zadecydowały o ukształtowaniu terenu przed jego aktualnym czołem. Obecnie wody z lodowca Zanfleuron odprowadza jedynie potok Lachon, spływający na południową stronę grzbietu i dalej jako Morge należący do dorzecza Rodanu. Sama Sarine ma obecnie powierzchniowe źródła na wysokości ok. 2320 m n.p.m., w usypiskach u południowych podnóży szczytu Mont Brun (niem. Sanetschhorn, 2924 m n.p.m.), ok. 600 m na północ od biegu potoku Lachon. Jest prawdopodobne, że w dalszym ciągu część wód z topniejącego lodowca Zanfleuron przesiąka do niej poprzez rumowisko moreny dennej.
Pod niemiecką nazwą Saane rzeka przepływa przez jezioro zaporowe Sanetsch na wysokości 2034 m n.p.m. i spływa na północ. Pierwsze kilometry swego toku ma w kantonie Berno. Pomiędzy Gstaad a Saanen jej koryto wykręca ku zachodowi, stanowiąc tu granicę między Alpami Berneńskimi na południu a Alpami Fryburskimi na północy. Przed Rougemont rzeka przecina niemiecko-francuską granicę językową i opuszcza kanton Berno. Płynie teraz, już jako Sarine, na odcinku 16 km przez kanton Valais. Mija Château-d'Œx, po czym przed Montbovon skręca ku północy i jednocześnie wpływa na teren kantonu Fryburg. W Rossinière przepływa przez zbiornik zaporowy Vernex, którego lustro wody znajduje się na wysokości 860 m n.p.m.
Płynąc generalnie ku północy dość szeroką doliną, Sarine przecina w poprzek pasmo Alp Fryburskich. Stanowi teraz oś historycznej krainy Gruyères i wyznacza granicę językową francusko-niemiecką: francuskie Outre Sarine (dosłownie poza Saryną) oznacza niemieckojęzyczną część Szwajcarii. Rzeka przepływa tu przez zbiornik zaporowy Gruyère (ok. 677 m n.p.m.), poniżej którego wydatnie meandruje. Następnie płynie przez Fryburg, gdzie w centrum miasta jej koryto przegradza zapora Maigrauge, tworząca niewielki zbiornik zaporowy o nazwie Lac de Pérolles (średnio 553 m n.p.m.).
Nieco poniżej Fryburga rozpoczyna się strefa cofki kolejnego zbiornika - zapory Schiffenen (ok. 532 m n.p.m.). Po przepłynięciu 90 km w kantonie fryburskim rzeka wraca na ostatnie 9 km swego toku do kantonu berneńskiego. W rejonie Golaten, ok. 20 km na zachód od Berna, na wysokości 462 m n.p.m., uchodzi do rzeki Aar.
Głównymi dopływami prawobrzeżnymi są Jogne, Gérine i Singine, lewobrzeżnymi – Glâne, Hongrin i La Trême.